# Sansevieria liberica
Sansevieria liberica är en sparrisväxtart som beskrevs av Joseph Gérôme och Labroy. Sansevieria liberica ingår i släktet bajonettliljor, och familjen sparrisväxter. Inga underarter finns listade i Catalogue of Life.

## Bildgalleri

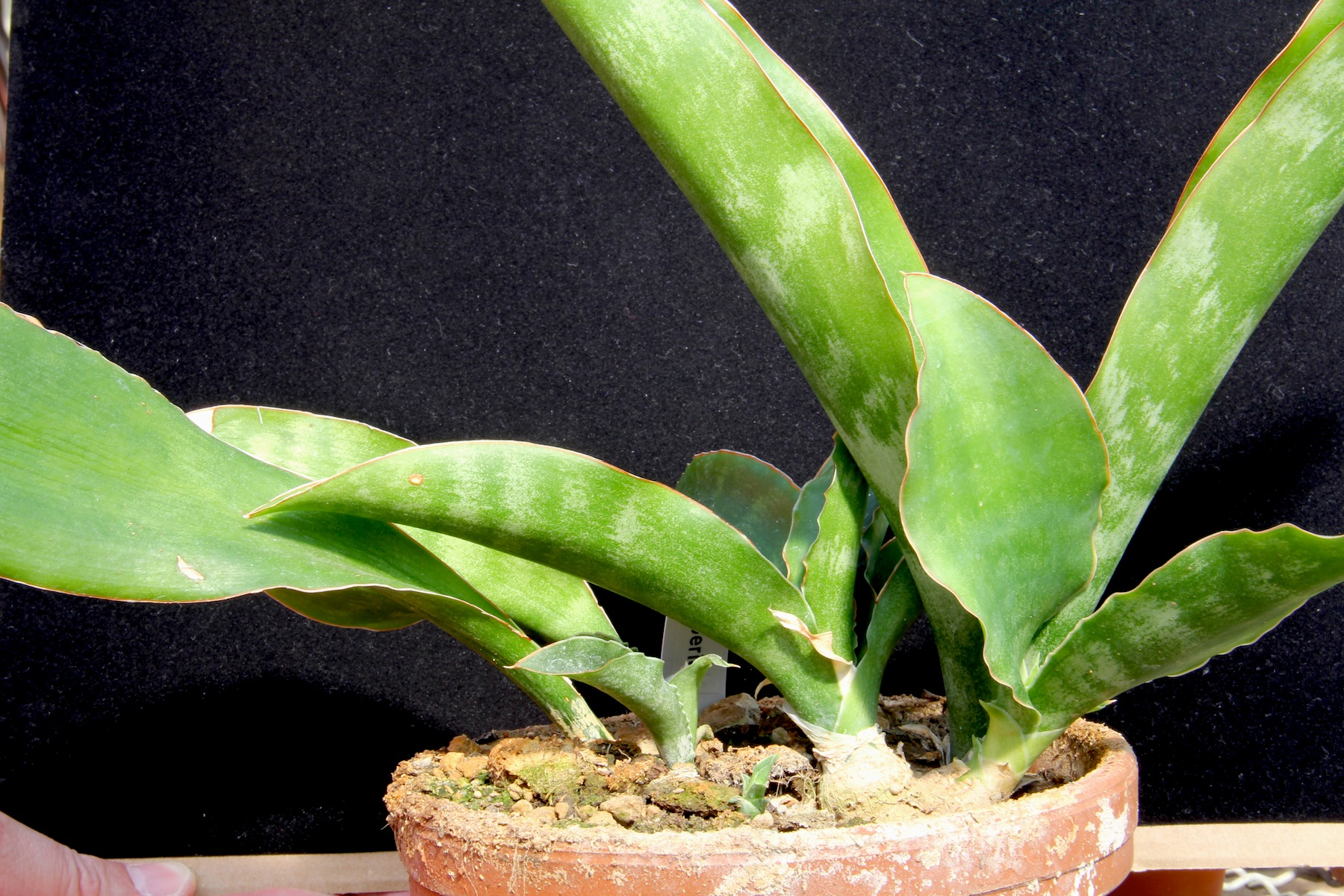
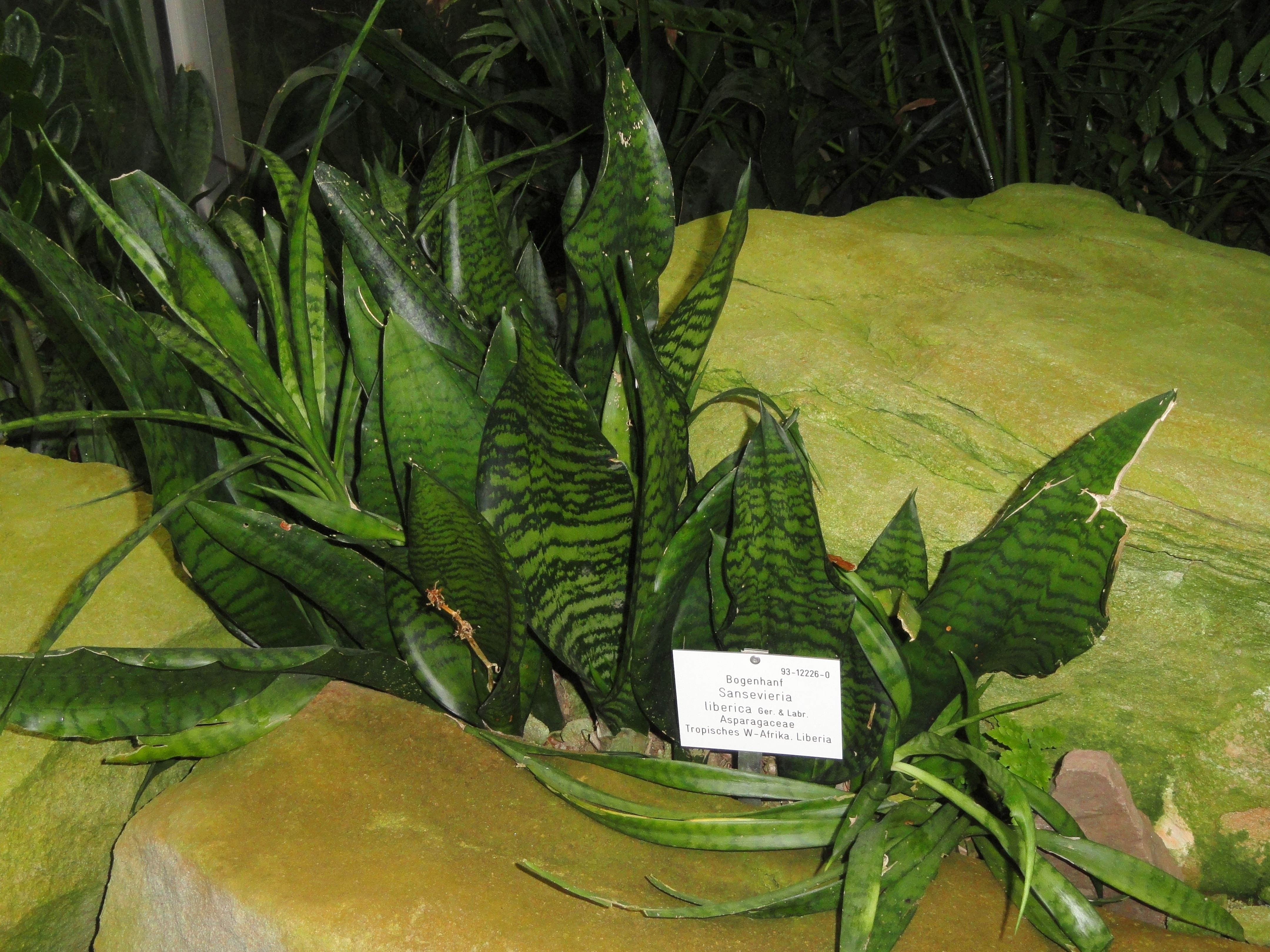
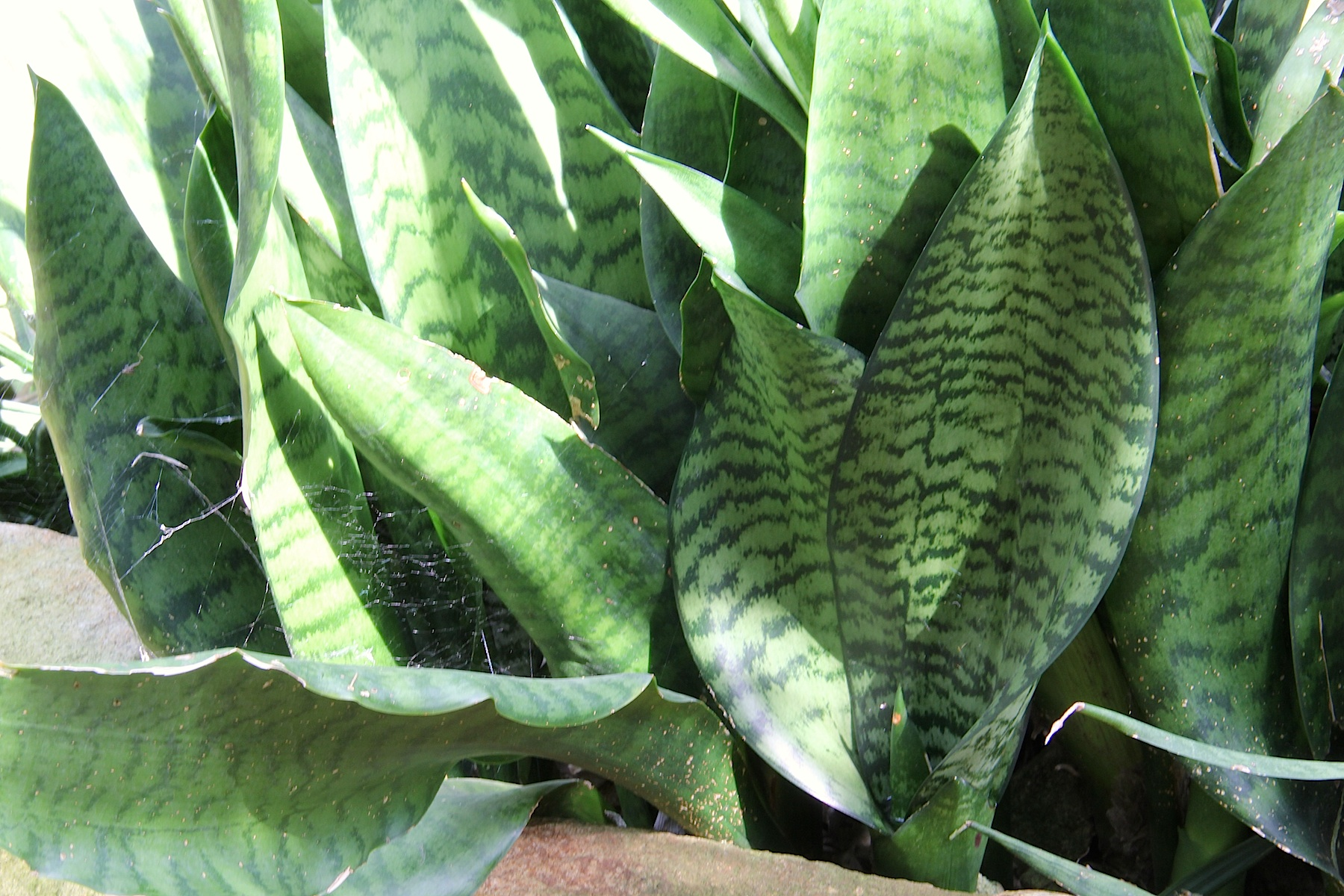